# Gottfried Veit

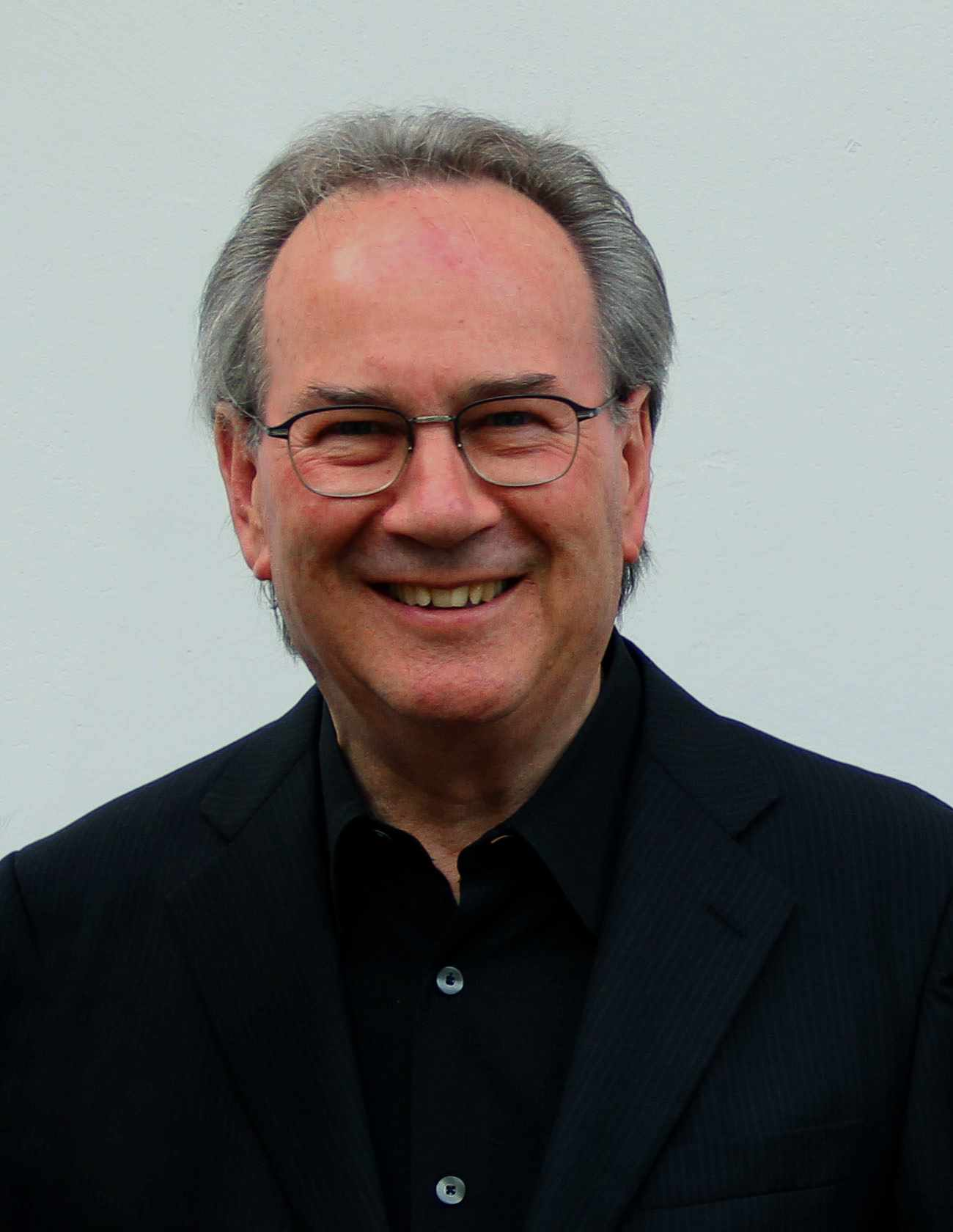
Gottfried Veit in 2014

Gottfried Veit (Bozen (Italië), 13 augustus 1943) is een hedendaags Italiaans componist, muziekpedagoog en dirigent.

## Levensloop
Veit groeide in een muzikale omgeving op en werd al vroeg opgeleid klarinet te spelen. Zijn studie deed hij bij Eberhard Preussner, Cesar Bresgen, Anton Dawidowicz en Friedrich Neumann  in Salzburg, Oostenrijk, aan de befaamde Universität für Musik und Darstellende Kunst "Mozarteum" Salzburg, waar hij muziekpedagogiek studeerde en bij prof. Leo Ertl het kapelmeester diploma behaalde. Aan het conservatorium van Bozen behaalde hij bij Andrea Mascgni het diploma voor klarinet. Tot zijn leraren behoorden ook Otto Ulf, Sepp Tanzer en Sepp Thaler. 
Na zijn studie nam hij ook aan internationale seminaren voor HaFa-directie bij Henk van Lijnschooten en voor koordirectie bij Helmut Rilling deel. 
Als directeur van de muziekschool Auer in Zuid-Tirol en dirigent van de muziekkapellen Zwölfmalgreien in Bozen, het Südtiroler Landesblasorchester en Südtiroler Landesjugendblasorchester, de Jugendkapelle Bozen, het Bozener Blasorchester, de Bürgerkapelle "St. Michael" in Eppan heeft hij veel voor de muzikale ontwikkeling in deze regio gedaan. Gedeeltelijk was hij ook als docent aan het conservatorium van Bozen werkzaam en was vrije medewerker bij de RAI Radio in Bozen.
Hij is een veelzijdig muziekpedagoog, dirigent, koorleider en ook Landeskapelmeester van de federatie van Zuid-Tiroler harmonieorkesten. Uit deze werkzaamheden ontstond zijn compositorisch oeuvre. Veit schreef meest werken voor harmonieorkesten, kamermuziek, liederen en de muziek voor het schouwspel van Gerhart Hauptmann Schluck und Jau. Sinds 1995 is Veit lid van de sectie "blaasmuziek" van de internationale federatie CISM, alsook van de Südtiroler Künstlerbund.

## Composities

### Werken voor harmonieorkest
- 1973 Hymne
- 1974 Alexander-Choral
- 1976 Hexensabbath, concertmuziek
- 1976 Sinfonischer Marsch No. 1, in Italiaanse stijl
- 1980 Etschland, concert-ouverture
- 1981 Die vier Temperamente, epigrammen voor harmonieorkest
  1. Der Melancholiker
  2. Der Sanguiniker
  3. Der Phlegmatiker
  4. Der Choleriker
- 1982 Alpenländische Tanz-Suite
  1. Marsch
  2. Ländler
  3. Bayerischer
  4. Zwiefacher
- 1983 Präludium
- 1984 Festmusik
- 1984 Tiroler Schwur, hymnische muziek
- 1984 Südtiroler Schützenmarsch
- 1985 Aubade
- 1985 Huldigungsmusik
- 1986 Reich der Dolomiten, romantische toon schilderij
- 1986 Südtiroler Volksweisen
- 1987 Schloss Tirol
- 1987 Südtiroler Musikanten-Marsch
- 1988 Militärmarsch
- 1988 Concerttango
- 1990 Kleine Konzertouvertüre
- 1991 Concert, voor slagwerk en harmonieorkest
- 1991 Luis Durnwalder-Marsch
- 1993 Der Schlern
- 1992 Meran, romantische toon schilderij
- 1994 Burgeiser Spielmusik, thema en variaties
- 1994 Schwäbische Rhapsodie
- 1994 Signum, Präludium voor harmonieorkest
- 1995 Concertino voor trompet en harmonieorkest
- 1996 Tiroler Gelöbnis
- 1996 Burleske
- 1997 Das Orakel oder "Die Macht des Geistes"
- 1997 Das Portrait "Peter Anich-Musik"
- 1998 Konzertouvertüre "Die Allgäuische"
- 1998 Freetime Music
- 1998 Euro-Marsch, concertmars
- 2000 Tiroler Heldengedenken, met een verwerking van het oude Andreas Hofer-lied
- 2000 Natascha, Russische liederen
- 2000 Die Macht der Liebe
- 2001 Jubiläumsmusik
- 2001 Weg zu Gott, treurmars
- 2002 Völser Kuchlkastl Marsch
- 2004 Lungauer Jubiläumsmarsch, voor koor en harmonieorkest
- 2005 Grieser Musikanten
- Alphorn-Tag
- Begegnung
- Bläsermusik für Pfeifer und Trommler, Trompeter und Pauken, met harmonieorkest
- Concerto, voor 3 alpenhoorns in F en harmonieorkest
  1. Allegro moderato
  2. Adagio
  3. Allegro
- Eppaner Festmusik, voor zes trompetten, pauken en harmonieorkest

### Missen, cantates en gewijde muziek
- 1982 Festlicher Marsch, processie mars
- 1983 St. Georgs Messe, voor harmonieorkest
  1. Kyrie
  2. Gloria
  3. Credo
  4. Offertorium
  5. Sanctus
  6. Benedictus
  7. Agnus Dei
  8. Ausklang
- 1986 Mater Dolorosa, sakrale muziek voor harmonieorkest
- 1990 Abschied, treurmars
- 1991 Das Weltgericht, klankschilderijen voor blazers, piano en slagwerk
- 1992 Musik im Jahreskreis, cantate voor de verenigingen van een dorp, voor gemengd koor, tenor, spreker, blazerskwintet en harmonieorkest
- 1995 Passionsmusik, klankschilderijen voor harmonieorkest
- 2000 Requiem voor harmonieorkest
  1. Introitus
  2. Dies Irae
  3. Offertorium
  4. Sanctus
  5. Agnus Dei
  6. Lux aeterna
- 2002 Franziskus-Messe, voor voorzanger, gemengd koor, twee trompetten, twee trombones en orgel
- 2005 Dankgebet, voor harmonieorkest
- 2005 Glaube, Hoffnung und Liebe, drie meditatiefe klankschilderijen voor harmonieorkest

### Toneelmuziek
- Schluck und Jau, muziek voor het schouwspel van Gerhart Hauptmann

### Kamermuziek
- 1974 Serenade, voor koperblazers (2 trompetten en 2 trombones)
- 1977 Kassation, voor twee klarinetten en fagot
- 1984 Festliche Fanfaren, voor vier koperblazers groepen en pauken
- 1990 Capriccio, voor negen dwarsfluiten
- 1992 Kleine Suite voor vier dwarsfluiten
  1. Andante
  2. Adagio
  3. Allegro
- 1992 Furioso, voor twee fluiten, klarinet en piano
- 1994 Cantus et Chorea, voor vijf koperblazers
- 1997 Tarantella, voor zes klarinetten (basklarinet ad lib.)
- 1998 Apfel Suite, voor drie trompetten, drie trombones, tuba en pauken
- 2000 Gustav Mahler-Musik, over thema's uit de 2e symfonie, voor vier trompeten, vier hoorns, vier trombones, tuba en pauken
- 2000 Jubiläumsfanfare, voor vier trompeten, vier hoorns, vier trombones, tuba en pauken
- 2000 Richard Strauss-Musik, voor vier trompeten, vier hoorns, vier trombones, tuba en pauken
- 2001 Richard Wagner-Musik, voor vier trompeten, vier hoorns, vier trombones, tuba en pauken
- 2002 Variationen für Bläserkwintet, over een thema van Niccolò Paganini voor blazerskwintet
- 2003 Musichetta, voor zes klarinetten (basklarinet ad lib.)
- 2004 Zwingenstein Fanfare, voor vier koperblazers groepen en pauken
- 2005 Anton Bruckner-Musik, voor vier trompeten, vier hoorns, vier trombones, tuba en pauken

### Werken voor koor
- 1997 Vier Südtiroler Volkslieder, voor gemengd koor
- 1997 Der Tharerwirt von Olang, voor mannenkoor, twee trompetten, twee trombones en pauken
- 2004 Weihnacht in Südtirol, 16 liederen voor kerst voor gemengd koor

### Vocale muziek
- 1999 Vier romantische Lieder, voor middenstem en piano - tekst: Anton von Lutterotti

### Werken voor orgel
- 2000 Trialog, voor twee orgels, twee trompetten en buisklokken

### Werken voor piano
- 2004 Der Clown
- 2004 Ringelreihen
- 2004 Das Abendlied